# Лебедєв Василь Дмитрович
Василь Дмитрович Ле́бедєв (нар. 20 грудня 1934, Догдо-Чибагалахський наслег — пом. 21 лютого 1982, Якутськ) — евенський радянський поет, мовознавець, фольклорист, перекладач, кандидат філологічних наук з 1970 року; член Спілки письменників СРСР з 1965 року.

## Біографія
Народився 20 грудня 1934 року на території Догдо-Чибагалахського наслігу Якутської АРСР СРСР (тепер Момський улус, Республіка Саха, РФ). Протягом 1954—1958 років навчався в Ленінградському педагогічному інституті. 1960 року закінчив Якутський державний університет.
Протягом 1958–1965 і 1970–1982 років працював в Інституті мови, літератури та історії Якутської філії Сибірського відділення AH СРСР. У 1965–1967 роках був власним кореспондентом газети «Социалистическая Якутия».
Помер в Якутську 21 лютого 1982 року.

## Творчість
Писав евенською, російською та якутсою мовами. Перші вірші опублікував у журналах «Полярная звезда», «Дружба народов», «Дальний Восток». Автор збірок:
- «Омчені» / «Өмчэни». 1963;
- «Тайгові мелодії» / «Хиги огални». 1965;
- «У краю родичів» / «Дялбу төрэҥнэтэн». 1968;
- «Оонньоохоон-додекээн». 1970;
- «Мэрлэҥкэ». 1971;
- «Оҕуруо кустук». 1974;
- «Узори» / «Миргилан». 1977;
- «Күнүм, сирим дьарҕаалара». 1980;
- «Кустук бары өҥүнэн». 1982;
- «Сила пісні». 1984;
- «Икээнин». 1984.

Для дітей написав збірку віршів «Кругообіг» (1971).
Досліджував діалекти сучасної евенської мови, обряди поезію, літературу, культуру та побут евенів. Підготував кілька підручників, навчально-методичних посібників для шкіл. Виступав як літературний критик і публіцист. Автор наукових праць:
- «Момська говірка евенської мови» (1970);
- «Мова евенів Якутії» (1979);
- «Правила орфографії евенської мови» (1980, у співавторстві);
- «Охотський діалект євенської мови» (1982);
- «Обрядова поезія евенів» (1982).

Переклав евенською мовою «Заповіт» Тараса Шевченка. Деякі вірші поета переклав Степан Литвин.